# 테레사 우르타도
테레사 우르타도(Teresa Hurtado, 1983년 5월 6일 ~ )는 스페인의 배우이다.